# Leineaue zwischen Gronau und Burgstemmen
Die Leineaue zwischen Gronau und Burgstemmen ist ein Naturschutzgebiet in den Städten Gronau (Leine) und Elze und der Gemeinde Nordstemmen im Landkreis Hildesheim in Niedersachsen.

## Allgemeines
Das Naturschutzgebiet mit dem Kennzeichen NSG HA 129 ist circa 312 Hektar groß. Es umfasst das knapp 190 Hektar große FFH-Gebiet „Leineaue unter dem Rammelsberg“. In dem Naturschutzgebiet gingen die bisherigen Naturschutzgebiete „Leineaue unter dem Rammelsberg“ und „Gronauer Masch“ auf. Im Süden grenzt das Naturschutzgebiet teilweise an das Landschaftsschutzgebiet „Gronauer Masch“, von dem Teile im Naturschutzgebiet aufgingen. Das Gebiet steht seit dem 26. November 2020 unter Naturschutz. Zuständige untere Naturschutzbehörde ist der Landkreis Hildesheim.

## Beschreibung
Das Naturschutzgebiet liegt südlich von Hannover. Es umfasst einen Abschnitt der Leine mit ihrer Aue sowie daran angrenzende Bereiche. Die Leine durchfließt das Naturschutzgebiet relativ naturnah. Sie wird von Gehölzen und Auwaldresten sowie Hochstaudenfluren begleitet. Die Aue der Leine wird überwiegend von Grünland eingenommen. Einige Flächen werden auch als Acker genutzt. Kleinflächig sind bewaldete Bereiche ausgebildet. Hier stocken wie auch entlang der Leine beispielsweise Silber- und Bruchweide. Stellenweise finden sich Altarme, die den Charakter von Stillgewässern aufweisen. Die Aue der Leine wird bei Hochwasser überflutet.

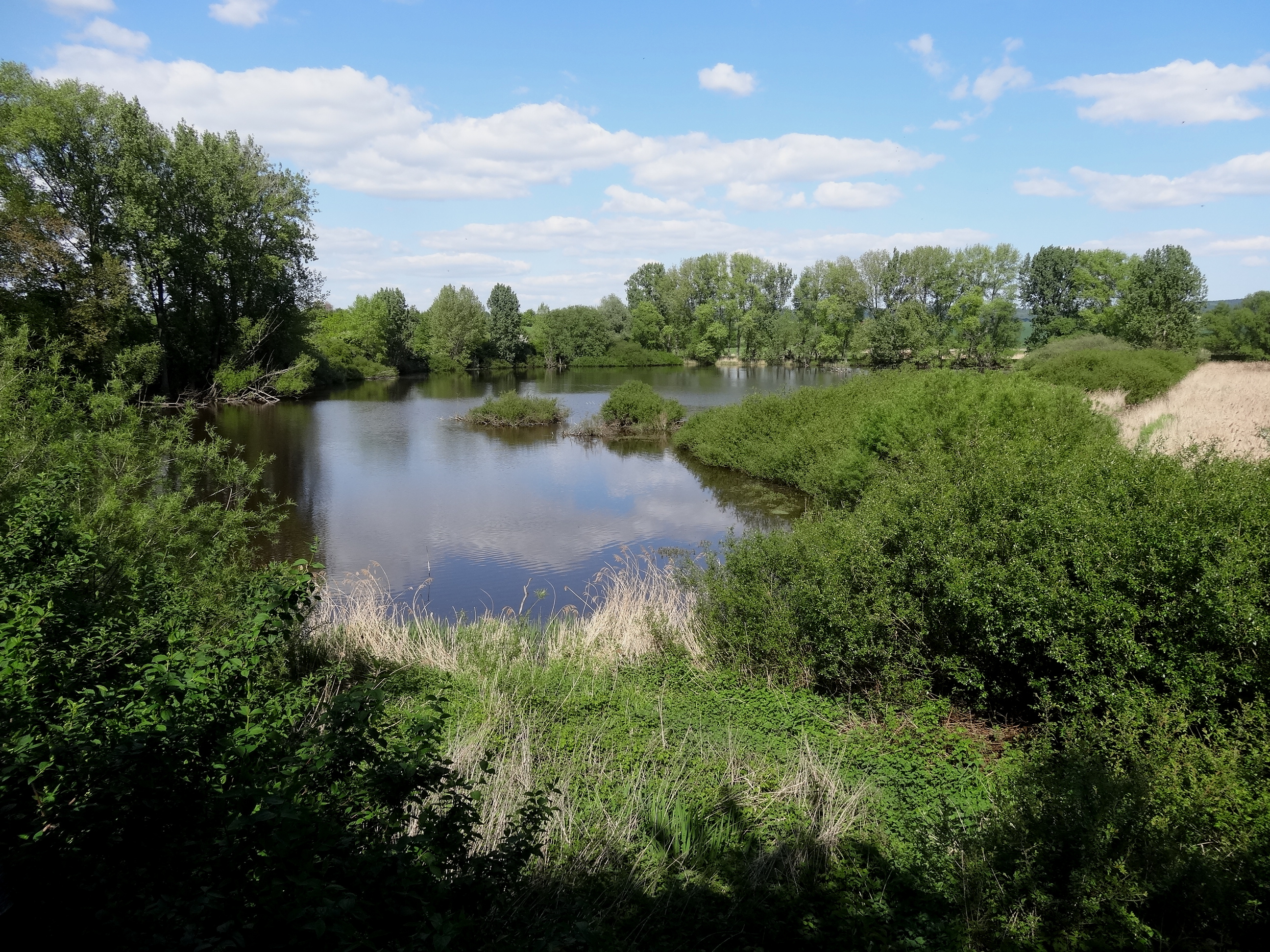
Blick vom Beobachtungsturm in die ehemalige Tongrube

Im Osten umfasst das Naturschutzgebiet Abschnitte der steil zur Leineaue abfallenden Hänge des Rammelsberges und des Uthberges als Teile der Flussterrasse. Auf ihnen stocken Wälder und Gebüsch bzw. sind Reste von Magerrasen und Streuobstwiesen ausgebildet. In einem der Wälder befinden sich Kalktuffquellen. Teilweise sind Waldmeister-Buchenwälder ausgebildet, auf den nach Südwesten exponierten Hängen des Uthberges stocken Trockengebüsche aus  Schlehe und Weißdorn. Zwei ehemalige Sandgruben am Rand der Leineaue sind in das Naturschutzgebiet einbezogen. Hier haben sich trockenwarme Lebensräume ausgebildet. Die ehemaligen Sandgruben werden weitestgehend ihrer natürlichen Entwicklung überlassen. Um aufkommende Gehölze zu unterdrücken, wird die südlichere der beiden Sandgruben regelmäßig mit Schafen beweidet. Mit einer ehemaligen, rund 40 Hektar großen Tongrube ist im Süden des Naturschutzgebietes ist ein weiteres ehemaliges Bodenabbaugebiet in das Naturschutzgebiet einbezogen. Die ehemalige Tongrube liegt in der Aue der Leine. Der Bereich wird von offenen Wasserflächen und Verlandungszonen sowie ausgedehnten Schilfzonen, die sich in ehemaligen Klärteichen der Zuckerfabrik Gronau entwickelt haben, geprägt. In die Schilfzonen sind Weidengebüsche eingestreut. Daneben sind Feuchtgrünländer und bewaldete Bereiche ausgebildet.
Das Naturschutzgebiet ist Lebensraum für verschiedene Vogelarten, darunter Wiesenvögel und insbesondere im Bereich der ehemaligen Tongrube Wasservögel. Die Stillgewässer im Naturschutzgebiet beherbergen unter anderem Amphibien wie Kammmolch, Laubfrosch und Knoblauchkröte.
In der Nähe der ehemaligen Tongrube befindet sich ein Aussichtsturm für die Naturbeobachtung. Südlich des Naturschutzgebietes befinden sich durch Kiesabbau entstandene Seen.